# Dynastie Muhammada Alího
Dynastie Muhammada Alího (arabsky: أسرة محمد علي Usrat Muhammad 'Ali) byla vládnoucí dynastie v Egyptském a Súdánském království mezi lety 1805 až 1953.
Méně často je také nazývaná Dynastie Alawiyya (arabsky: الأسرة العلوية al-Usra al-'Alawiyya), ale neměla by být zaměňována s vládnoucí marockou dynastií Alavitů (Alaouite), se kterou nemá rodový vztah. Dynastie Muhammada Alího je někdy též nazývána Chedivovskou dynastií, protože velká část jejích panovníků měla titul chediv.

## Historie
Dynastii založil egyptský paša a chediv Muhammad Alí (původem z Albánie/Makedonie) když v roce 1805 dobyl Egypt a chopil se v něm moci.
Po většinu vlády však byli formálně členové této dynastie podřízeni panovníkům Osmanské říše, jejíž součástí de iure Egypt byl. Po první světové válce se však Egypt snažil získat nezávislost a pod vládou Fuada I. se 28. února 1922 prohlásil Egypt za samostatné království.
V roce 1952 se uskutečnila egytpská revoluce. Po ní byl posledním panovníkem dynastie král Fuad II., jenž ovšem fakticky nevládl a byl v roce 1953 svržen.

## Egyptští panovníci z této dynastie

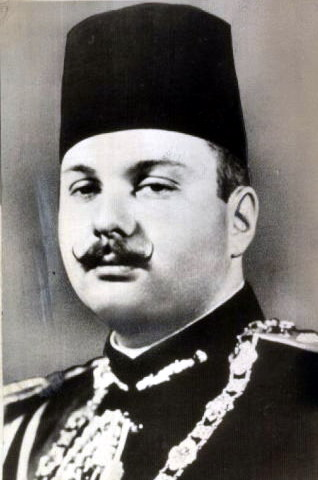
Král Farúk I. předposlední král dynastie.

### Pašové (1805–1867)
Sami sebe titulovali chedivem.
- Muhammad Alí – (9. červenec 1805 – 1. září 1848)
- Ibráhím Alí – (1. září 1848 – 10. listopad 1848) – regentem, během neschopnosti jeho otce vládnout.
- Muhammad Alí – (10. listopad 1848 – 2. srpen 1849) – druhá vláda
- Abbás I. – (2. srpen 1849 – 13. červenec 1854)
- Saíd I. – (13. červenec 1854 – 18. leden 1863)
- Ismaíl I. – (18. leden 1863 – 8. červen 1867) – titul změněn na Chediv.

### Chedivové Egypta a Súdánu (1867–1914)
Již jako dědiční chedivové.
- Ismaíl I. – (8. červen 1867 – 26. červen 1879) – odstoupil ve prospěch svého syna Taufíka.
- Taufík I. – (26. červen 1879 – 7. leden 1892)
- Abbás II. – (7. leden 1892 – 19. prosinec 1914)

### Sultánové Egypta a Súdánu (1914–1922)
- Husejn I. – (19. prosinec 1914 – 9. říjen 1917)
- Fuad I. – (9. říjen 1917 – 16. březen 1922)

### Egyptští králové (1922–1951)
- Fuad I. – (16. březen 1922 – 28. duben 1936)
- Farúk I. – (28. duben 1936 –19. říjen 1951) – titul změněn na Krále Egypta a Súdánu.

### Králové Egypta a Súdánu (1951–1953)
- Farúk I. – (19. říjen 1951 – 26. červenec 1952) – abdikoval ve prospěch svého syna Fuada II.
- Fuad II. – (26. červenec 1952 – 18. červen 1953)